# Oleksiy Byelik
Oleksiy Hryhorovych Byelik (em ucraniano: Олексій Григорович Бєлік, Donetsk, 15 de fevereiro, 1981), é um futebolista ucraniano que atua como avançado. Atualmente, joga pelo Dínamo de Kiev.
Nos tempos de URSS, seu nome era russificado para Aleksey Grigoryevich Belik (Алексей Григорьевич Белик).